# April 2001
Portal Geschichte | Portal Biografien | Aktuelle Ereignisse | Jahreskalender | Tagesartikel

◄ |
20. Jahrhundert |
21. Jahrhundert

◄ |
1970er |
1980er |
1990er |
2000er
| 2010er | 2020er | 2030er | ►

◄ |
1997 |
1998 |
1999 |
2000 |
2001
| 2002 | 2003 | 2004 | 2005 | ►

◄ |
Januar 2001 |
Februar 2001 |
März 2001 |
April 2001 |
Mai 2001 |
Juni 2001 |
Juli 2001 |
►
Dieser Artikel behandelt tagesbezogene Nachrichten und Ereignisse im April 2001.

## Tagesgeschehen

### Sonntag, 1. April 2001
- Amsterdam/Niederlande: Knapp sechs Monate nach der Legalisierung der gleichgeschlechtlichen Ehe in den Niederlanden feiern die ersten vier homosexuellen Paare ihre standesamtliche Trauung. Seit September 2000 sind die Niederlande das einzige Land der Welt, das die Ehen zwischen hetero- und homosexuellen Partnern gleichstellt.[1][2]
- Hainan/China: Die Kollision mit einem Kampfflugzeug vom Typ Shenyang J-8 der Luftstreitkräfte der VR China zwingt eine Lockheed-P-3 der US Air Force auf Spionagemission zur Notlandung auf der Insel Hainan. Der Pilot des chinesischen Flugzeugs kommt durch den Unfall ums Leben. 24 Angehörige der Streitkräfte der Vereinigten Staaten werden nach der Notlandung verhaftet.[3]

### Mittwoch, 4. April 2001
- Chișinău/Moldawien: Das Parlament wählt Vladimir Voronin von der Partei der Kommunisten der Republik Moldau zum neuen Staatspräsidenten.[4]
- Wellington/Neuseeland: Die Richterin Silvia Cartwright wird als Generalgouverneurin vereidigt und ist damit die neue Vertreterin von Elisabeth II., der Monarchin des Commonwealth Realms Neuseeland. Cartwrights Amt entspricht ungefähr dem eines Staatsoberhaupts.[5]

### Donnerstag, 5. April 2001
- Vaduz/Liechtenstein: Der Landtag wählt Otmar Hasler von der Fortschrittlichen Bürgerpartei zum neuen Regierungschef des Landes.[6][7]

### Samstag, 7. April 2001
- Wien/Österreich: Bei der 12. Verleihung des Fernsehpreises Romy erhält der Regisseur Wolfgang Murnberger für sein Werk Komm, süßer Tod den Preis für den erfolgreichsten Kinofilm des Jahres.[8]

### Mittwoch, 11. April 2001
- Hainan/China: Im Fall der 24 nach der Flugzeugkollision bei Hainan von chinesischer Seite festgenommenen Angehörigen der US Air Force vereinbaren die Volksrepublik China und die Vereinigten Staaten, nachdem diese sich für den Vorfall entschuldigten, die Freilassung der Soldaten.[9]
- Johannesburg/Südafrika: Während des Fußballspiels der Kaizer Chiefs gegen die Orlando Pirates kommt es im Ellis-Park-Stadion zu einer Massenpanik, bei der 43 Menschen sterben.[10]

### Donnerstag, 12. April 2001
- Cincinnati/Vereinigte Staaten: Am vierten Tag in Folge, der von Krawallen in den Straßen geprägt ist, verhängt die Stadt eine Ausgangssperre. Die Rassenunruhen nahmen ihren Anfang, als Polizisten den Afroamerikaner Timothy Thomas erschossen.[11]

### Dienstag, 17. April 2001

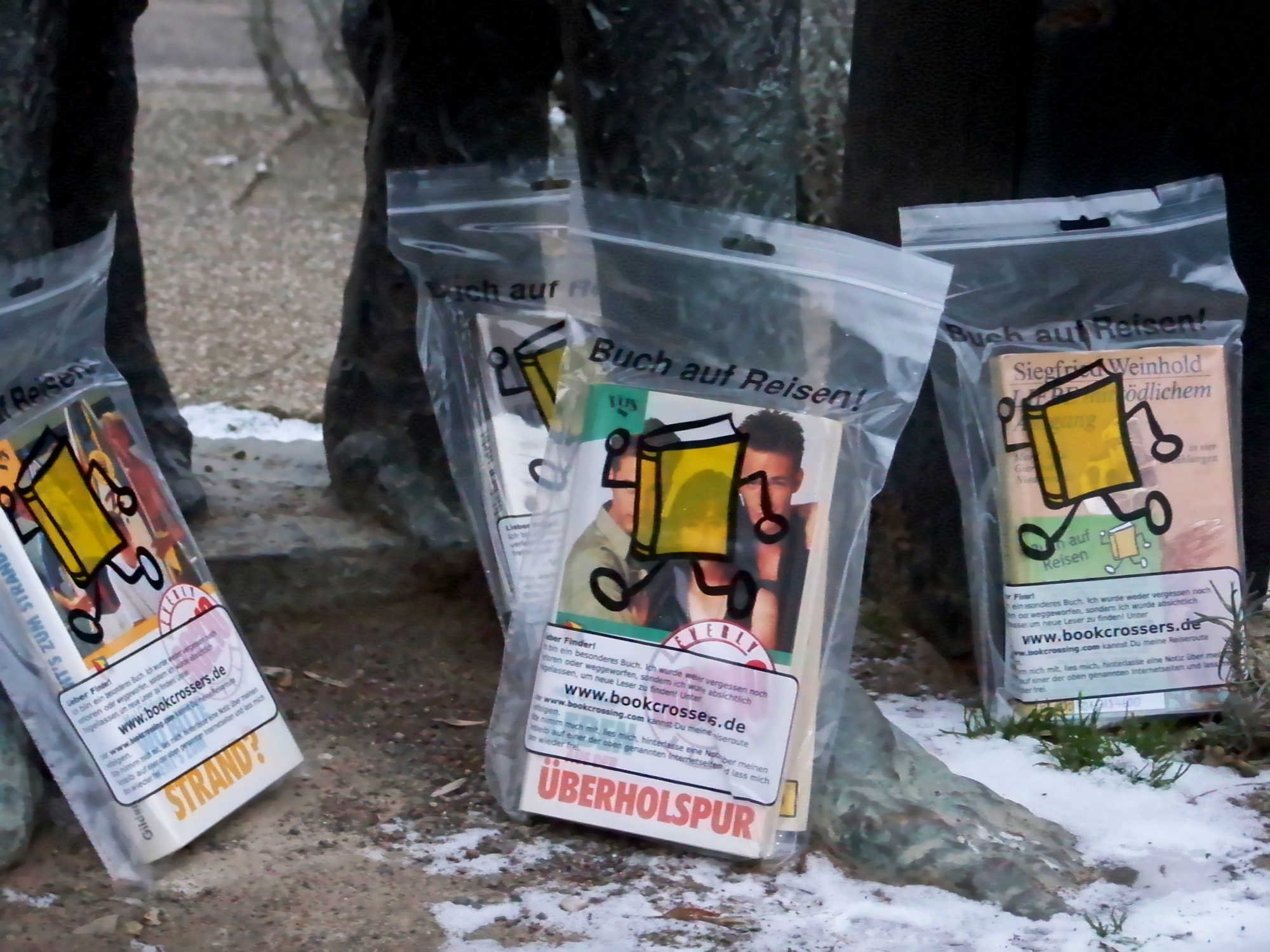
Bookcrossing

- Sandpoint/Vereinigte Staaten: Die Website bookcrossing.com nach einer Idee von Ron Hornbaker geht online.[12]

### Samstag, 21. April 2001
- Potsdam/Deutschland: Die Bundesgartenschau 2001 wird auf dem Hauptgelände im Volkspark Potsdam eröffnet.[13]
- Quebec City/Kanada: Teilweise vorsätzlich gewalttätige Proteste von Globalisierungsgegnern und Antikapitalisten begleiten den Gipfel der Gesamt-Amerikanischen Freihandelszone FTAA. Die Polizei reagiert mit kompromissloser Härte. Marginalisiert wird der friedliche Protest anderer Demonstranten.[14][15]

### Sonntag, 22. April 2001
- Straßburg/Frankreich: Die Charta Oecumenica wird als Selbstverpflichtungserklärung zur ökumenischen Zusammenarbeit der christlichen Kirchen durch die Präsidenten der Konferenz Europäischer Kirchen und des Rat der Europäischen Bischofskonferenzen unterzeichnet und damit auf europäischer Ebene angenommen.[16]

### Montag, 23. April 2001
- Nürnberg/Deutschland: Die Deutsche Bahn bringt Diesel-betriebene ICE-Züge auf die Schiene, um Strecken ohne Elektrifizierung mit Schnellzügen befahren zu können.[17]

### Donnerstag, 26. April 2001

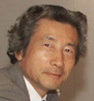
Jun'ichirō Koizumi

- Tokio/Japan: Das Unterhaus wählt Jun’ichirō Koizumi von der regierenden Liberaldemokratischen Partei (LDP) zum neuen Premierminister des Landes. Er löst in diesem Amt Yoshirō Mori ab, zu dessen Nachfolger an der Parteispitze der LDP Koizumi am 24. April gewählt wurde.[18]

### Samstag, 28. April 2001
- Baikonur/Kasachstan: Der Amerikaner Dennis Tito startet als erster selbst zahlender Weltraumtourist der Geschichte zur Internationalen Raumstation. Sein einziger Vorgänger als Weltraumtourist ist der japanische Journalist Toyohiro Akiyama. Daher gilt Tito als erster Raumfahrer, der nur einer persönlichen Neigung folgend in den Weltraum fliegt und dafür auch zu zahlen bereit ist.[19]
- Polog/Mazedonien: Etwa 20 aufständische Albaner erschießen nahe dem Dorf Vejce Polizisten und Soldaten der mazedonischen Streitkräfte aus einem Hinterhalt. Anschließend verstümmeln die UÇK-Milizionäre einige der Leichen.[20]

### Sonntag, 29. April 2001
- Dakar/Senegal: Im Senegal finden vorgezogene Wahlen zur Nationalversammlung statt, nachdem der seit März 2000 amtierende Staatspräsident Abdoulaye Wade das Parlament auflöste. Im Vergleich zur Wahl 1998 fällt die Sozialistische Partei in der Wählergunst um circa 32 % und landet bei 17,4 %. Auf Platz eins liegt nun die „Sopi Coalition“ (deutsch Koalition für den Wandel) mit 49,6 % der Stimmen.[21]

## Weblinks

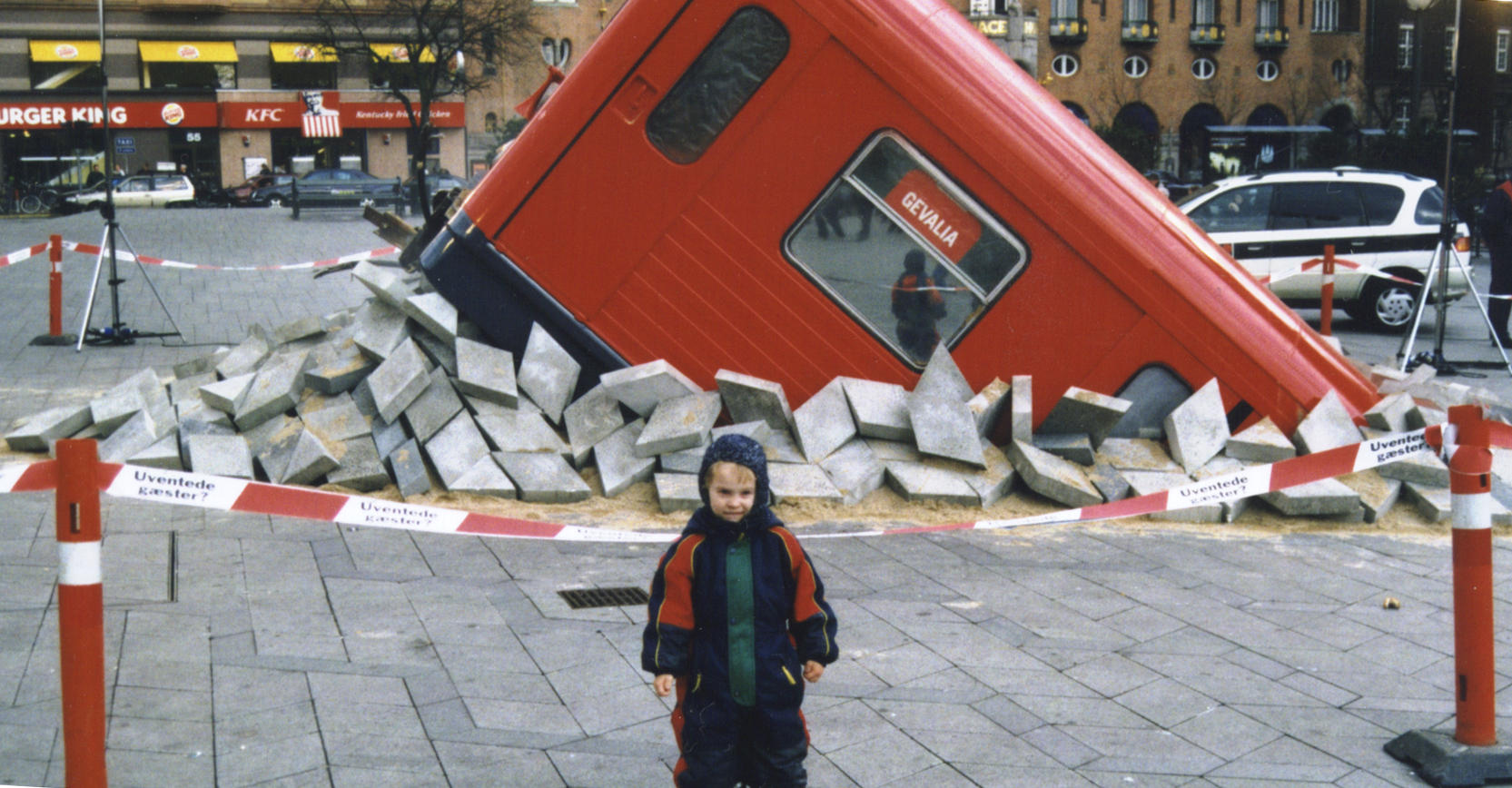
Kopenhagen im April 2001